# Rosa 'Alba Semi-plena'
Rosa 'Alba Semi-plena' — старинный сорт роз класса Альба. Используется в качестве декоративного садового растения. 
Сорт был известен до 1629 года. Является одним из двух роз, культивируемых в Казанлыкской котловине (Болгария) для изготовления розового масла наряду с 'Trigintipetala'.
Предполагается что 'Alba Semi-plena' является возвратом к типовой форме 'Alba Maxima'.
Предполагается, что 'Alba Semi-plena' являлась одним из возможных сортов послуживших основой эмблемы йорков — королевской династии, ветви Плантагенетов, пришедшей к власти в Англии в ходе войны Алой и Белой розы и правившей с 1461 по 1485 год (с перерывом в 1470—1471 годах). Эмблемой Йорков была белая роза.

## Биологическое описание
Гексаплоид.
Высота куста 185—300 см, ширина 120—150 см. Куст вертикальный.
Листья серо-зелёные.
Цветки полумахровые, белые или белая смесь. Пыльники коричневые, тычиночные нити жёлтые. Аромат сильный. Лепестков 8, расположены в два или три ряда.
Цветение однократное. Плоды красного цвета.

## В культуре
Зоны морозостойкости: от 3b до 9b.